# 北海道道858号キムアネップ岬浜佐呂間線
北海道道858号キムアネップ岬浜佐呂間線（ほっかいどうどう858ごう キムアネップみさきはまさろません）は、北海道常呂郡佐呂間町内を結ぶ一般道道（北海道道）である。

## 概要

### 路線データ
- 起点：北海道常呂郡佐呂間町幌岩（キムアネップ岬）
- 終点：北海道常呂郡佐呂間町浜佐呂間（国道238号交点）
- 路線延長：4.5 km

## 歴史
- 1975年（昭和50年）3月31日 路線認定[1]。

## 地理

### 通過する自治体
- オホーツク総合振興局
  - 佐呂間町

### 交差する道路
佐呂間町
- 国道238号 - 浜佐呂間（終点）

### 沿線にある施設など
佐呂間町
- キムアネップ岬キャンプ場 - 幌岩
- サロマ湖畔ユースホステル - 浜佐呂間